# Artur Octávio do Rego Chagas
Artur Octávio do Rego Chagas (Tavira, 12 de setembro de 1869 — Tavira, 25 de maio de 1944) foi um oficial de Artilharia do Exército Português e político que, entere outras funções de relevo, foi senador no Congresso da República e Ministro da Instrução Pública do  22.º governo republicano, em funções de 19 de julho a 20 de novembro de 1920.

## Biografia
Naseu em Tavira, filho de António de Sousa Chagas e de sua esposa Angelina das Dores Rego. Casou com Laura Amélia da Cruz Vizetto.
Foi responsável pela pasta da Instrução Pública no 22.º governo republicano de 19 de Julho a 20 de Novembro de 1920, e senador pelo distrito de Faro em 1919, 1921, 1922 e 1925. Membro do Partido Republicano Português, ingressou na Maçonaria onde foi iniciado em 11 de Julho de 1923. Formou-se na Escola do Exército e frequentou o Curso do Estado Maior, especializando-se como oficial na arma de Artilharia.
Passou à reserva no posto de coronel. Foi provedor da Misericórdia de Tavira em 1924.